# Mary Wroth

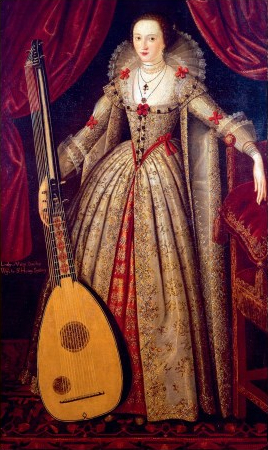
Lady Mary Wroth

Mary Wroth (18 oktober 1586 of 1587 – 1651 of 1653) was een Engels prozaschrijfster en dichteres. Zij is vooral bekend geworden door haar werk  The Countesse of Mountgomeries Urania uit 1621. Zij was hiermee de eerste Engelse schrijfster die een romance in proza schreef. Haar Pamphilia to Amphilanthus wordt beschouwd als de eerste sonnettencyclus van de hand van een Engelse vrouw.
Lady Mary Wroth was een dochter van Robert Sidney, de latere 1e graaf van Leicester en diens echtgenote, de rijke erfgename Barbara Gamage, die een nicht was vanWalter Raleigh. Robert Sidney was de jongere broer van Sir Philip Sidney en Mary Sidney, gravin van Pembroke. Aangezien haar vader als gouverneur van Vlissingen langdurig van huis was, bracht zij veel van haar jeugd door in het huis van haar tante, Mary Sidney.
In 1604 trouwde zij met Robert Wroth, een rijke grootgrondbezitter die in de gunst stond bij koning Jacobus I. Het huwelijk was vanaf het begin niet gelukkig, maar zij raakte wel betrokken bij het leven aan het hof. Zo speelde zij in 1605 een rol in de voor koningin Anne opgevoerde masque 'The Masque of Blackness' van
Ben Jonson en Inigo Jones. Drie jaar later verscheen zij in 'The Masque of Beauty', eveneens van Jonson. Zij raakte bevriend met de vermaarde schrijver en hij droeg zijn werk 'The Alchemist' aan haar op.
In februari 1614 werd haar zoon James geboren. Mary's echtgenoot, die een notoire verkwister en rokkenjager was, overleed een maand later en liet haar achter met enorme schulden. Toen haar zoon twee jaar later overleed, verloor zij ook haar bezittingen aan onroerend goed, omdat deze werden toegewezen aan het naaste mannelijke familielid van haar voormalige echtgenoot.
Na diens dood begon zij een relatie met haar neef, William Herbert, 3e graaf van Pembroke, de latere lord Chamberlain. Hieruit werden twee kinderen geboren, een dochter Catherine en een zoon William. Hoewel dit soort affaires aan het hof niet ongewoon waren, werd zij niet meer gevraagd om op te treden in masques en raakte zij wat verwijderd uit de groep rond de koningin.
Mogelijk begon zij met schrijven om wat inkomen te verwerven. The Countess of Montgomery's Urania verscheen in 1621. De titel en vorm van het werk waren een navolging van The Countess of Pembroke's Arcadia van haar beroemde oom Philip Sidney. Hierin vertelt zij het liefdesverhaal van Pamphilia en Amphilanthus, waarin verhalen waren opgenomen over vrouwen die getrouwd waren met de verkeerde mannen of ontrouwe minnaars hadden. Het in proza geschreven werk werd afgewisseld met gedichten. In de eerste druk werd de sonnettencyclus aan het eind van het prozagedeelte afgedrukt. Naast de sonnetten zijn er ook enkele langere gedichten, betiteld als 'songs'.
Het werk veroorzaakte na verschijning enig schandaal, omdat het door sommigen werd gezien als een sleutelroman, waarin werkelijk bestaande personen en gebeurtenissen aan het hof werden beschreven. Zij werd hierover hevig bekritiseerd en, hoewel zij aangaf dat het boek nooit voor publicatie was bedoeld, werd het na diverse protesten uit de handel gehaald en mocht niet worden herdrukt. Na dit schandaal verliet zij het hof en haar relatie met William Herbert kwam tot een eind.
Wel schreef zij nog een vervolg, The Second Part of the Countesse of Montgomerys Urania, en een niet gepubliceerd toneelstuk, Love's Victory.
Over de rest van haar leven is bijna niets bekend. Ook over het jaar van haar overlijden bestaat geen zekerheid.
Op 16 september 2018 vond, na vierhonderd jaar, dan toch een opvoering plaats van Love's Victory, en wel in de baronnenhall van het familiehuis Penshurst Place in Kent.